# Alojzije Viktor Stepinac
Alojzije Viktor Stepinac (Krašić, 8 maggio 1898 – Krašić, 10 febbraio 1960) è stato un cardinale e arcivescovo cattolico croato, beatificato nel 1998 da papa Giovanni Paolo II.
Arcivescovo di Zagabria dal 1937 al 1960 e cardinale (tra i più giovani del tempo), la sua figura è controversa. Da una parte è accusato di collusione con il regime ustascia di Ante Pavelić, dall'altra viene considerato un martire perseguitato dal regime comunista jugoslavo.

## Biografia

### La giovinezza
Nato a Krašić, centro non distante da Zagabria, come cittadino austro-ungarico, durante la prima guerra mondiale fu chiamato al servizio militare e dopo sei mesi di servizio divenne tenente e combatté sul fronte italiano. Alla fine della guerra i territori già appartenenti all'Impero austro-ungarico, Slovenia, Bosnia e Croazia, in aggiunta a quelli già tolti nel 1912 all'Impero ottomano dopo la Prima guerra balcanica, furono federati sotto la corona del re di Serbia a formare il Regno dei Serbi, Croati e Sloveni, poi divenuto Regno di Jugoslavia. Questa unione fu oggetto di frustrazione per molte etnie, tra cui in particolare quella croata, cui Stepinac apparteneva, per la politica di centralizzazione avviata da Belgrado, che mirava alla realizzazione di una Grande Serbia.
Alla fine del 1924 Stepinac decide di diventare sacerdote e per questo parte per il famoso Collegio Germanicum di Roma. Nel 1930 viene ordinato sacerdote a Roma. Papa Pio XI lo elegge arcivescovo coadiutore di Zagabria il 28 maggio 1934 e viene consacrato vescovo il 24 giugno dello stesso anno dall'arcivescovo Anton Bauer. Il 7 dicembre 1937 Stepinac succede all'arcivescovo Bauer come arcivescovo di Zagabria in momenti religiosi, sociali, politici molto difficili per la Croazia come per tutte le altre nazioni, in primo luogo Italia e Germania, nelle quali le Chiese nazionali dovettero confrontarsi e prendere posizione rispetto ai totalitarismi di quegli anni.

### Stepinac di fronte agli ustascia
Inizialmente Stepinac accolse benevolmente la creazione dello Stato indipendente di Croazia e il regime ustascia al governo. Dopo l'arrivo di Ante Pavelić a Zagabria il 13 aprile 1941 si recò da lui per un brindisi in suo onore. Il 15 aprile Stepinac comunicò nella cattedrale di Zagabria l'indipendenza della Croazia, formulando i migliori auguri per il suo avvenire. Egli si prodigò affinché il nuovo Stato, a lungo desiderato da molti croati, venisse riconosciuto dal Vaticano e, il 28 aprile 1941, rinnovò in una predica l'invito ai fedeli a sostenere la nuova Nazione. Tuttavia, già nel 1937 a Zagabria, Stepinac era a capo di un'associazione che assicurava assistenza agli esiliati del nazionalsocialismo. A partire dal 1942 pronunciò energiche omelie, in cui attaccava senza mezzi termini il razzismo, giungendo ad affermare: «Il moderno razzismo nutre rancore contro la Chiesa poiché essa non vuole cadere in ginocchio dinanzi al suo idolo, la nazione, e adorarlo».
Stepinac apprezzava e sosteneva, in Vaticano, e prodigandosi in suo favore, la Croazia, uno Stato nel quale il cattolicesimo veniva considerato come parte essenziale dell'identità nazionale croata. Lo Stato indipendente di Croazia, governato dagli ùstascia, fu però anche uno dei più terribili per quanto riguarda odi e persecuzioni contro le altre nazionalità jugoslave, tanto che Pavelić venne addirittura richiamato dai governi di Berlino e Roma per l'eccessiva violenza e brutalità del regime. L'atteggiamento dell'arcivescovo era prevalente fra i cattolici croati, tra i quali però non mancarono né coloro che ebbero responsabilità di primo piano nei massacri, né coloro che si opposero al regime.
Stepinac prese pubblicamente posizione contro le leggi razziali e chiese al governo croato di modificare le sue politiche.
In particolare, sermoni anti-razzisti di Stepinac vennero letti nel 1943 da sacerdoti in tutta la Croazia e vennero diffusi anche tramite radio partigiane: come risposta, le autorità di occupazione tedesche arrestarono 31 sacerdoti. Secondo lo storico Michael Phayer, «Nessun capo di una chiesa nazionale parlò del genocidio in modo così evidente come fece Stepinac. Le sue parole furono coraggiose e di principio».

### Il dopoguerra: l'arresto e il processo
Dopo la seconda guerra mondiale prendono il potere i comunisti di Josip Broz Tito, che avevano combattuto contro gli ustascia attraverso la guerra partigiana. Secondo Stepinac furono uccisi dal movimento di liberazione nazionale tra i 260 e i 270 sacerdoti. Vennero inoltre chiuse le scuole cattoliche, espropriate le proprietà della Chiesa, requisite le tipografie e violata la libertà di stampa, aggrediti i vescovi ed eliminata la religione dall'insegnamento ufficiale delle scuole.
Nell'imminenza del processo il governo jugoslavo, intenzionato a migliorare i difficili rapporti con la Santa Sede, chiese al Vaticano di nominare un nuovo arcivescovo di Zagabria in sostituzione di Stepinac, il quale, richiamato a Roma, avrebbe così evitato il processo per i numerosi crimini imputati. Il Vaticano, tuttavia, confermò Stepinac, che nel 1952, dopo la sua scarcerazione, fu nominato cardinale da Pio XII.
Il processo contro di lui per presunta collaborazione con gli ustascia iniziò il 30 settembre 1946. Al processo il cardinale si difese, non rispondendo oppure negando le accuse che gli venivano rivolte: «Sono stati falsificati i documenti e le foto che mi mostrano con la mano alzata in saluto fascista e non è vero che ho preso parte alla benedizione delle flotte croate che partirono per il mar Nero; non presi parte né a quella cerimonia, né sollevai la mano in segno fascista». I capi d'accusa sono di fatto i seguenti: collaborazione con i nazisti, relazioni con il governo di Pavelić, nomina di cappellani dell'esercito croato, conversione forzata di serbi-ortodossi al cattolicesimo, opposizione al governo comunista.
Il processo durò pochi giorni e dei 35 testimoni proposti dalla difesa, tra cui c'erano alcuni serbi ed ebrei, ne vennero ascoltati solo 8. L'11 ottobre 1946 l'arcivescovo Stepinac veniva condannato. La sentenza di colpevolezza lo condanna «alla pena di privazione dalla libertà con lavori forzati per la durata di 16 anni e alla privazione dei diritti politici e civili per la durata di cinque anni».

### Cardinalato

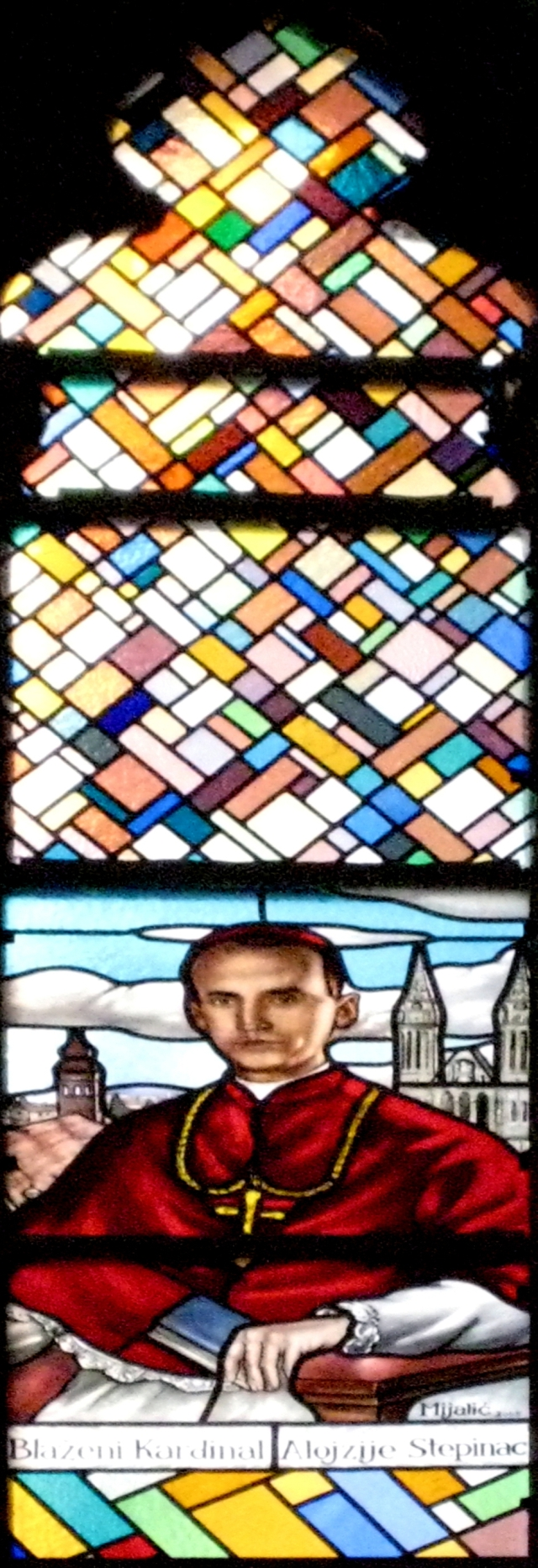
Vetrata del beato Alojzije Stepinac nella chiesa dei Cappuccini di Fiume.

Fu creato cardinale da papa Pio XII nel concistoro del 12 gennaio 1953, ma non gli fu mai permesso di recarsi a Roma e pertanto non ricevette mai un titolo cardinalizio. Non poté prendere parte nemmeno al conclave del 1958 in cui fu eletto papa Giovanni XXIII.

### La morte
Durante la prigionia, trasformata in seguito negli arresti domiciliari - in alternativa ai quali gli proposero l'esilio, che rifiutò -, Stepinac avrebbe sviluppato i sintomi di una malattia genetica e morì nel 1960, sempre durante gli arresti domiciliari. Tuttavia, esiste una testimonianza di un carceriere di Stepinac che riferisce di avergli somministrato del veleno.  Dopo la sua morte, la sua figura ritornò all'attenzione dell'opinione pubblica nel 1998 dopo la sua beatificazione da parte di papa Giovanni Paolo II.

## Controversie su Stepinac

### Accusa
Le accuse a Stepinac riguardano la sua collaborazione con il governo di Pavelić. Come la Chiesa cattolica in Italia, con i rapporti con Mussolini (a partire dai Patti Lateranensi tra il governo fascista e la Chiesa del 1929), anche la Chiesa cattolica croata ebbe infatti relazioni molto strette con il governo di Pavelić. Soprattutto la stampa croata fu uno strumento essenziale per appoggiare il governo di Pavelić e, per esempio, il Katolički tjednik, che si dichiara un giornale completamente apolitico, sostenne lo stato croato indipendente di Pavelić.
Secondo Rivelli tutta la capillare struttura della Chiesa cattolica croata  si sarebbe mobilitata per sostenere e divulgare l'ideologia ustascia presso i fedeli.
L'arcivescovo Stepinac durante la Pasqua del 1941 nella cattedrale di Zagabria proclamò la nascita dell'NDH (Stato Indipendente di Croazia) e prese parte al parlamento croato secondo la relazione stenografica di tale parlamento. Nel 1944 Stepinac ricevette la più alta decorazione croata, la medaglia al merito. In occasione della partenza delle navi di Pavelić per il Mar Nero insieme agli alleati tedeschi contro l'armata rossa, l'arcivescovo Stepinac avrebbe inoltre tenuto una messa solenne insieme al delegato papale Ramiro Marcone.
Per quanto riguarda gli ebrei, l'accusa afferma che avendo la Chiesa cattolica rapporti strettissimi con Pavelić, non è possibile che Stepinac - essendo il capo della Chiesa croata - non abbia né visto, né saputo cosa Pavelić e il suo movimento stessero facendo grazie anche ad un'attiva collaborazione di settori della Chiesa stessa. Sempre secondo l'accusa le prese di posizione di Stepinac contro Pavelić non sarebbero chiare e, considerato l'evolversi delle vicende belliche, andrebbero imputate a considerazioni di opportunità. In generale, l'atteggiamento di Stepinac nei confronti degli ustascia sarebbe riconducibile a un fanatico anti-comunismo.
Anche Stella Alexander, che pur ha scritto un libro in difesa del cardinale, disse che «il cardinale Stepinac aveva difficoltà a capire qualsiasi cosa tranne la Croazia e il Vaticano».

### Difesa
La difesa afferma che la figura di Stepinac si è sin dall'inizio differenziata dalle idee e dalle azioni degli ustascia. Secondo la Chiesa, Stepinac ha sempre voluto separare la propria figura dal movimento ustascia. A questo proposito il vescovo ha lasciato la seguente deposizione: «Come vescovo non sono mai stato né appartenente al partito contadino croato, né a quello ustascia, né al partito croato nazionale. Ho difeso l'interesse del popolo e continuerò sempre a farlo, mentre la politica come tale la lascio agli altri».
In una sua omelia nella cattedrale di Zagabria il 25 ottobre 1942 Stepinac affermò: «Ogni popolo e ogni razza, come al giorno d'oggi troviamo sulla terra, ha diritto a una vita degna e ad essere trattato con dignità. Per questo la Chiesa cattolica ha sempre accusato - ed anche oggi lo fa – l'ingiustizia e la violenza che prende campo in nome di teorie di classe, di razza e nazionalistiche [...] esse tradiscono in materia di fede il loro compito, se non continuerà ancora ad alzare la propria voce in difesa di tutti quelli che soffrono per queste ingiustizie...».
Il Ministro dell'istruzione del governo ustascia Julije Makanec, nell'articolo Chiamati e non chiamati in Hrvatski Narod del 7 novembre, rispose pesantemente all'omelia dell'ottobre 1943, anzitutto per il fatto che l'arcivescovo aveva condannato come inumani certi modi di fare degli ustascia, ed in secondo luogo, per avere ribadito che la dottrina della Chiesa cattolica si opponeva alla teoria razziale. Secondo Makanec la predica dell'arcivescovo era un coltello che si infiggeva nella schiena degli "eroici combattenti" ustascia, e riteneva che l'arcivescovo non avesse il diritto di immischiarsi nella politica e gli consigliava di occuparsi di cose ecclesiali..
Il generale tedesco Edmond Glaise von Horstenau, capo della polizia tedesca a Zagabria, al riguardo avrebbe affermato: «Se un vescovo in Germania parlasse così, non scenderebbe vivo dall'altare. L'Arcivescovo Stepinac è un grande amico degli ebrei».
La difesa sostiene inoltre che un problema nel reperire affermazioni di Stepinac sta nel fatto che durante il periodo ustascia sarebbe stato proibito stampare e pubblicare le prediche di Stepinac; per questo furono pubblicate solamente dopo, a guerra finita. Ed è per questo che è difficile spiegare la sua posizione rispetto a Pavelić, perché - sia da una parte sia dall'altra - è facile mettergli in bocca parole che non sono state sue.
In relazione alla questione ebraica, secondo la difesa ci sono molti avvenimenti documentati e libri che sostengono non soltanto la completa innocenza di Stepinac, ma il suo aiuto materiale agli ebrei. Due libri al riguardo sono Il caso del cardinale Stepinac di Richard Patee e Stepinac e gli ebrei di Alexandra Stefan. In particolare, ci sono molti testimoni che dicono come il cardinale abbia aiutato materialmente e concretamente gli ebrei durante l'olocausto.Tra queste testimonianze molto significativa e rilevante è quella del rabbino Freiberger, che il 4 agosto 1942, fece pervenire al Papa una lettera nella quale esprimeva la sua più profonda gratitudine per l'opera di soccorso e aiuto attuata da tanti religiosi cattolici verso gli ebrei, dal vescovo Stepinac e dalla chiesa croata auspicando che il Vaticano proseguisse in questa direzione. «Pieno di rispetto — scriveva — oso comparire dinanzi al trono di Vostra Santità per esprimervi come Gran Rabbino di Zagabria e capo spirituale degli ebrei di Croazia la mia gratitudine più profonda e quella della mia congregazione per la bontà senza limiti che hanno mostrato i rappresentanti della Santa Sede e i capi della chiesa verso i nostri poveri fratelli». Altra importante testimonianza da parte ebraica è quella del Dr. Weltmann, delegato in Turchia della commissione per l'aiuto agli ebrei europei, che scrisse nel giugno del 1943 al delegato apostolico a Istanbul Angelo Roncalli, futuro papa Giovanni XXIII: «Noi sappiamo che mons. Stepinac ha fatto tutto il possibile per alleviare la sorte infelice degli ebrei in Croazia».
Per quanto riguarda il dibattito sulle conversioni, mentre l'accusa afferma che Stepinac attuava conversioni forzate di massa, la Chiesa afferma che esse avvennero col consenso dei serbi, per poterli salvare dai campi di concentramento. Le parole di Stepinac stesso sono chiarissime e documentabili; in una lettera inviata a Ante Pavelić, composta dopo la riunione della Conferenza episcopale del novembre 1941 e contenente le risoluzioni prese dall'episcopato cattolico, è scritto che: «tutte le questioni riguardanti la conversione degli ortodossi alla religione cattolica sono esclusivamente di competenza della gerarchia della Chiesa» e che possono essere ricevuti nella Chiesa solo coloro che si convertono «senza alcuna costrizione, nella più completa libertà». Un documento interno alla Chiesa emanato per chiarire come i sacerdoti cattolici dovessero comportarsi in situazioni estreme (attuando misure che diventavano eccezioni alle leggi canoniche) è ancora più esplicito: «Quando vengono da voi persone di religione ebraica o ortodossa, che si trovano in pericolo di morte e desiderano convertirsi al cattolicesimo, accoglietele per salvare la loro vita. Non richiedete a loro nessuna particolare istruzione religiosa, perché gli ortodossi sono cristiani come noi e la religione ebraica è quella nella quale il cristianesimo ha le sue radici. L'impegno e il dovere del cristiano è in primo luogo quello di salvare la vita degli uomini. Quando sarà passato questo tempo di pazzia, resteranno nella nostra Chiesa coloro che si saranno convertiti per convinzione, mentre gli altri, passato il pericolo, ritorneranno alla loro fede».. L'atteggiamento di Stepinac, vescovo cattolico, si differenziava nettamente da quella del vescovo della Chiesa serba ortodossa Josif Cvijic, che invece scrisse una pubblica richiesta ordinando il divieto di convertire gli ebrei alla religione cristiana ortodossa. In questo modo tutti gli ebrei di Serbia furono condannati ai campi di concentramento.
In una lettera indirizzata ad Ante Pavelić il 24 febbraio 1943, Stepinac definì il campo di concentramento di Jasenovac «vergognosa macchia per lo Stato Indipendente Croato».

## Beatificazione

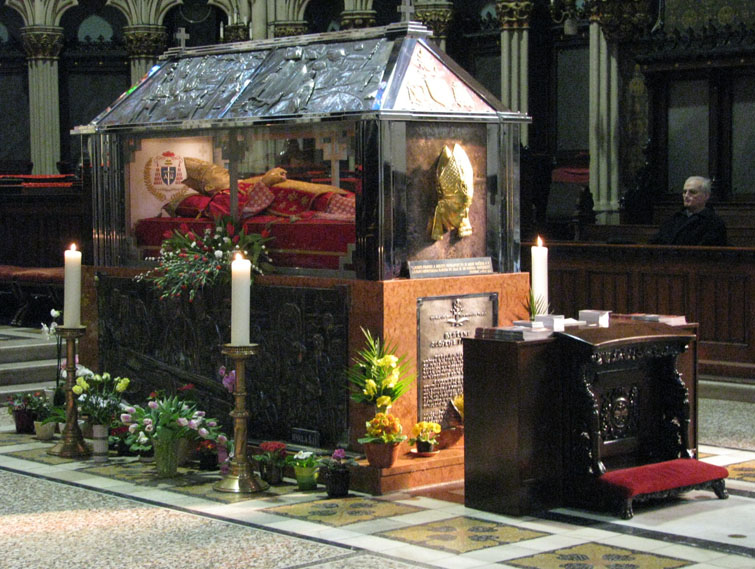
Mausoleo del beato Alojzije Stepinac nell'abside della cattedrale di Zagabria.

Il 3 ottobre 1998, a Marija Bistrica presso Zagabria, durante il governo di Franjo Tuđman nella Croazia da poco indipendente, papa Giovanni Paolo II beatificò il cardinale Alojzije Stepinac alla presenza di 500 000 persone.

## Genealogia episcopale e successione apostolica
La genealogia episcopale è:
- Cardinale Scipione Rebiba
- Cardinale Giulio Antonio Santorio
- Cardinale Girolamo Bernerio, O.P.
- Arcivescovo Galeazzo Sanvitale
- Cardinale Ludovico Ludovisi
- Cardinale Luigi Caetani
- Cardinale Ulderico Carpegna
- Cardinale Paluzzo Paluzzi Altieri degli Albertoni
- Papa Benedetto XIII
- Papa Benedetto XIV
- Papa Clemente XIII
- Cardinale Bernardino Giraud
- Cardinale Alessandro Mattei
- Cardinale Pietro Francesco Galleffi
- Cardinale Giacomo Filippo Fransoni
- Cardinale Carlo Sacconi
- Cardinale Edward Henry Howard
- Cardinale Mariano Rampolla del Tindaro
- Cardinale Rafael Merry del Val y Zulueta
- Arcivescovo Anton Bauer
- Cardinale Alojzije Viktor Stepinac

La successione apostolica è:
- Vescovo Josip Lach (1940)